# 豊見城盛良
豊見城親方盛良（とみぐすくうぇーかたせいりょう、1586年7月1日 - 1642年9月26日）は、琉球王国の官僚。唐名は毛泰運を名乗った。
豊見城盛続の長男として生まれる。毛氏豊見城殿内と称する士族家系の6代目当主である 。
1627年に三司官に選出される 。1638年、尚豊王は薩摩藩主島津光久の大名就任を祝うために、北谷朝秀と豊見城盛良を派遣した。翌年北谷は琉球に戻ったが、豊見城は公務のため薩摩に残った。1642年に琉球に戻る際、徳之島付近で難破したものの、  死体が見つからなかったため、豊見城には墓がなかった。 